# Берњикур
Берњикур (фр. Bergnicourt) насеље је и општина у североисточној Француској у региону Шампањ-Арден, у департману Ардени која припада префектури Ретел.
По подацима из 2011. године у општини је живело 224 становника, а густина насељености је износила 27,45 становника/km². Општина се простире на површини од 8,16 km². Налази се на средњој надморској висини од 84 метара.

## Демографија
| 1962. | 1968. | 1975. | 1982. | 1990. | 1999. | 2011. |
| ----- | ----- | ----- | ----- | ----- | ----- | ----- |
| 120   | 134   | 146   | 159   | 164   | 151   | 224   |

График промене броја становника у току последњих година